# Kinga Göncz
Kinga Göncz (ur. 8 listopada 1947 w Budapeszcie) – węgierska działaczka polityczna, minister spraw zagranicznych w latach 2006–2009, posłanka do Parlamentu Europejskiego.

## Życiorys
Jest córką Árpáda Göncza, prezydenta Węgier w latach 1990–2000. Studiowała medycynę na Uniwersytecie Semmelweisa w Budapeszcie, specjalizując się w psychiatrii. Prowadziła praktykę lekarską oraz pracowała w Narodowym Instytucie Rehabilitacji. Była adiunktem na Uniwersytecie Loránda Eötvösa w Budapeszcie, zajmując się m.in. problematyką kształcenia pracowników socjalnych. Wykładała gościnnie na uczelniach europejskich i amerykańskich.
W maju 2002 została mianowana sekretarzem stanu w Ministerstwie Zdrowia, Spraw Socjalnych i Rodziny. W czerwcu 2004 została ministrem ds. równych szans, zajmując się m.in. równouprawnieniem kobiet i mężczyzn oraz prawami osób niepełnosprawnych. Od października 2004 pełniła funkcję ministra ds. młodzieży, rodziny, spraw socjalnych i równych szans. W czerwcu 2006 jako pierwsza kobieta w historii Węgier objęła funkcję ministra spraw zagranicznych (w rządzie Ferenca Gyurcsánya). Urząd ten sprawowała do kwietnia 2009. W tym samym roku została wybrana do Parlamentu Europejskiego VII kadencji z listy Węgierskiej Partii Socjalistycznej. W PE zasiadała do 2014.
Jest zamężna (mąż László Benedek), ma dwoje dzieci.